# Ryszard Groman
Ryszard Groman (ur. 30 września 1917 w Szczodrińsku w Rosji, zm. 30 maja 1993 w Białymstoku) – polski lekkoatleta, dwukrotny mistrz Polski.

## Życiorys
Był wszechstronnym lekkoatletą, ale największe sukcesy odnosił w skoku o tyczce. Przed II wojną światową był w tej konkurencji brązowym medalistą halowych mistrzostw Polski w 1939. Po wojnie podczas pierwszych mistrzostw Polski w 1945 zdobył złote medale w skoku o tyczce i skoku w dal. Później w skoku o tyczce był wicemistrzem w 1946 i brązowym medalistą w 1950, a także halowym mistrzem Polski w 1946 i 1947 oraz brązowym medalistą w 1948 i 1951. Zdobył również w hali srebrny medal w skoku w dal w 1946 i brązowy w trójskoku w 1948.
Rekordy życiowe:
- skok o tyczce – 3,70 m (8 września 1946, Kraków)
- skok w dal – 6,19 m (30 września 1945, Łódź)
- trójskok – 13,43 m (30 września 1945, Łódź)

Był zawodnikiem Supraślanki Supraśl (1936-1938) oraz klubów białostockich: Strzelca (1939), Jagiellonii (1945), PKS (1946), KS (1947-1949), Związkowca (1950), ponownie Jagiellonii (1951) i Ogniwa (1952).

## Życie prywatne
Był rzemieślnikiem, specjalistą budowy stadionów lekkoatletycznych.